# Šaberghán
Šaberghán je město v severním Afghánistánu. Je hlavním městem provincie Džúzdžán. Leží v nadmořské výšce přibližně 361 m n. m. na břehu řeky Sari Pul a v roce 2022 zde žilo přibližně 176 tisíc obyvatel. Dělí se na čtyři městské okrsky. Asi 130 kilometrů západně od Šaberghánu leží město Mazáre Šeríf.  
Město je specifické pro svůj vysoký podíl Uzbeků a Turkmenů, přičemž po Majmaně jde o druhé nejvýznamnější město s převažujícím ne-afghánským obyvatelstvem v zemi (kromě Uzbeků a Turkmenů se zde nachází celá řada dalších menšin z regionu jako Paštunové, Tádžikové nebo Arabové). Většina obyvatel hovoří turkmenštinou. V minulosti bylo město důležitým sídlem na trase hedvábné stezky a dříve bylo také hlavním městem Uzbeckého chanátu a důležitým sídlem v Baktrii. Město je dodnes významným dopravním uzlem na cestách do Sar-e Polu, Balchu a Herátu. Panuje zde studené semiaridní podnebí. 